# Новостепное (Саратовская область)
Новостепное — хутор в Александрово-Гайском районе Саратовской области России. Входит в состав Александрово-Гайского муниципального образования.

## История
До 20 марта 2016 года хутор входил в состав ныне упразднённого Новостепновского сельского поселения.

## География
Хутор находится в юго-восточной части Саратовской области, в полупустынной зоне, в пределах Прикаспийской низменности, на расстоянии примерно 36 километров (по прямой) к северо-северо-западу (NNW) от села Александров Гай, административного центра района. Абсолютная высота — 32 метра над уровнем моря.

## Население
| 2002 | 2010 | 2018 |
| ---- | ---- | ---- |
| 203  | ↘110 | ↘46  |

Гендерный состав
По данным Всероссийской переписи населения 2010 года в гендерной структуре населения мужчины составляли 50 %, женщины — соответственно также 50 %.
Национальный состав
Согласно результатам переписи 2002 года, в национальной структуре населения казахи составляли 83 % из 203 чел.

## Инфраструктура
На хуторе функционирует фельдшерско-акушерский пункт.

## Улицы
Уличная сеть хутора состоит из восьми улиц.